# Krewinkel-Wiltrop
Krewinkel-Wiltrop ist ein Ortsteil der Gemeinde Lippetal im nordrhein-westfälischen Kreis Soest. Der Wohnplatz besteht aus den Dörfern Krewinkel und Wiltrop.

## Geografische Lage
Krewinkel-Wiltrop liegt südöstlich von Hultrop. Nordöstlich verlaufen die Kreisstraße K 73 und die B 475, südwestlich fließt die Ahse. Westlich erstreckt sich das 195,5 ha große Naturschutzgebiet Ahsewiesen (LP). Mit 129 Einwohnern ist es der kleinste Ortsteil der Gemeinde Lippetal.

## Sehenswürdigkeiten
In der Liste der Baudenkmäler in Lippetal ist für Krewinkel-Wiltrop kein Baudenkmal aufgeführt.

## Landwirtschaft
In Krewinkel-Wiltrop gibt es einen Zuchtbetrieb für Charolais-Rinder mit über 50 Tieren.